# Растник
Растник (болг. Растник) — село в Болгарии. Находится в Кырджалийской области, входит в общину Кирково. Население составляет 104 человека.

## Политическая ситуация
В местном кметстве Растник, в состав которого входит Растник, должность кмета (старосты) исполняет Екрем Мюмюн Емин (Движение за права и свободы (ДПС)) по результатам выборов правления кметства.
Кмет (мэр) общины Кирково —  Шукран Кязим Идриз (Движение за права и свободы (ДПС)) по результатам выборов в правление общины.